# Alcoholics Anonymous Suite
Die Alcoholics Anonymous Suite (Anonyme-Alkoholiker-Folge, auch 12 Step Suite, Anonyme-Alkoholiker-Serie, AA-Saga oder AA-Zyklus genannt) ist eine Reihe von Titeln der US-amerikanischen Progressive-Metal-Band Dream Theater. Alle Einzelstücke, geschrieben von Mike Portnoy, dem Schlagzeuger der Band, verarbeiten dessen Erfahrungen mit Alkoholismus und Alkoholentzug, wobei jedes 2–3 Stufen des Zwölf-Schritte-Alkoholentzugs-Programms repräsentiert. Die Stücke enthalten einige wiederkehrende Motive und Textstellen; und alle – mit Ausnahme von „Repentance“ – sind unter die härtesten und lautstärksten Dream-Theater-Stücke einzuordnen. In einem Interview erklärte Portnoy, dass „Repentance“ aus lediglich konditionellen Gründen ruhiger ist als die anderen Stücke. Alle Songabschnitte beginnen mit „Re“. Die Gesamtlänge beträgt 57 Minuten und 13 Sekunden.
Die fünf Titel der Suite sind:
- „The Glass Prison“ (Six Degrees of Inner Turbulence)[1]
  - I. Reflection
  - II. Restoration
  - III. Revelation
- „This Dying Soul“ (Train of Thought)[2]
  - IV. Reflections of Reality (Revisited)
  - V. Release
- „The Root of All Evil“ (Octavarium)[3]
  - VI. Ready
  - VII. Remove
- „Repentance“ (Systematic Chaos)[4]
  - VIII. Regret
  - IX. Restitution
- „The Shattered Fortress“ (Black Clouds & Silver Linings)[5]
  - X. Restraint
  - XI. Receive
  - XII. Responsible

Mit „The Shattered Fortress“ hat der Zyklus auf dem zehnten Dream-Theater-Album Black Clouds & Silver Linings seinen Abschluss gefunden. 
Es war geplant, dass die gesamte Suite auf einem zukünftigen Livealbum in einem Stück veröffentlicht wird. Dies wurde bis zum damaligen Ausstieg Portnoys im Jahr 2010 nicht realisiert, allerdings spielte Portnoy die Suite komplett auf der Cruise To The Edge im Jahr 2017.
Die Widmung aller Titel lautet „Bill W. and his friends“. Gemeint ist William Griffith Wilson, einer der Gründer der Bewegung der Anonymen Alkoholiker.
Des Weiteren wurde der Song „The Mirror“ (Awake) zum Thema von Portnoys Alkoholismus geschrieben und wird von vielen Fans als Prolog der Suite betrachtet. Der Text zu den Schritten II, III, IV und VIII bezieht sich auf ihn, und die Betitelungen von Schritt I („Reflection“) und Schritt IV („Reflections of Reality“) liefern einen weiteren Hinweis, wobei letzteres sogar ein Zitat aus „The Mirror“ darstellt („Reflections of reality are slowly coming into view …“).
Es finden sich innerhalb der Suite diverse Textbezüge zwischen den einzelnen Stücken:
- „This Dying Soul“:
  - Die Textstelle „I can’t break out of this prison all alone“ kommt auch in „The Glass Prison“ vor.
- „The Root of All Evil“:
  - Das anfängliche Gitarren-Riff ist identisch mit dem letzten Riff in „This Dying Soul“, wenngleich langsamer.
  - Die Textstelle „I can’t break out of this prison all alone“ kommt erneut vor.
  - Die Textstelle „Heal this dying soul“ bezieht sich auf „This Dying Soul“.
- „Repentance“:
  - Die Anfangsmelodie ist identisch mit der entsprechenden in „This Dying Soul“.
  - Die ersten Zeilen „Hello mirror, so glad to see you my friend / It’s been a while“ sind identisch mit denen in „This Dying Soul“.
- „The Shattered Fortress“:
  - Im Allgemeinen werden viele Motive der vorangegangenen Titel zitiert:
  - Die Textstelle „Sometimes you’ve got to be wrong and learn from mistakes“ ist bis auf die letzten beiden Worte identisch mit derjenigen in „Repentance“ („Sometimes you’ve got to be wrong and learn the hard way“).
  - Die Textstelle „Now that you can see all you have done / It’s time to take that step into the kingdom / All your sins will only make you strong / And help you break right through the prison wall“ ist aus „This Dying Soul“ übernommen.
  - Die Textstelle „Keep all of me / The desires that once burned me deep inside / Help me live today / And help to give me grace / To carry out your way / I am ready, help me be all I can be / I am ready, help guide me and keep me free“ folgt der gleichen Melodie wie der Refrain von „The Root of All Evil“ und auch textlich bestehen Parallelen.
  - Die Endpassage von „The Shattered Fortress“ ist analog zu dem Beginn von „The Root of All Evil“.
  - Außerdem wird „The Shattered Fortress“ durch dasselbe Rauschen beendet, welches „The Glass Prison“ eingeleitet hat.